# Robert Benton
Robert Douglas Benton (* 29. September 1932 in Waxahachie, Texas; † 11. Mai 2025 in Manhattan, New York City, New York) war ein US-amerikanischer Regisseur, Drehbuchautor und Filmproduzent. Seine Bekanntheit begründete er zunächst als Drehbuchautor, um dann als Regisseur internationale Erfolge zu erzielen.

## Werdegang
Robert Benton wuchs in seinem kleinen Geburtsort Waxahachie auf, machte an der University of Texas seinen Bachelor of Fine Arts und ging nach New York, wo er an der Columbia University den Master Degree erwarb. Sein Berufswunsch war, Maler zu werden, seine über Jahre anhaltende Arbeit für den Esquire, zuletzt als Art Director, brachte ihn aber mehr zum Schreiben. Zusammen mit Harvey Schmidt veröffentlichte er 1962 The In and out Book. Zugleich begann er, mit David Newman das Drehbuch für Bonnie und Clyde zu entwickeln. Nach großen Anfangsschwierigkeiten wurde es 1966 verfilmt. Nach weiteren Erfolgen mit Zwei dreckige Halunken (1969) und Is’ was, Doc?, für das der Filmemacher Peter Bogdanovich den Plot lieferte, beendete das Autorenteam 1972 mit In schlechter Gesellschaft seine Zusammenarbeit. Der Film war für Robert Benton zugleich das Debüt als Regisseur. Für seinen Welterfolg Kramer gegen Kramer, wie auch für seine späteren Regiearbeiten, war sein eigenes Drehbuch häufig Vorlage. Zuletzt trat er 2007 als Regisseur in Erscheinung. Sein letztes zu Lebzeiten realisiertes Drehbuch stammt aus dem Jahr 2005.
Benton hinterließ einen Sohn. Seine Frau war im Alter von 88 Jahren 2023 verstorben.

## Filmografie

### Als Regisseur
- 1972: In schlechter Gesellschaft (Bad Company)
- 1976: Die Katze kennt den Mörder (The Late Show)
- 1979: Kramer gegen Kramer (Kramer vs. Kramer)
- 1982: In der Stille der Nacht (Still of the Night)
- 1984: Ein Platz im Herzen (Places in the heart)
- 1987: Nadine – Eine kugelsichere Liebe (Nadine)
- 1991: Billy Bathgate
- 1994: Nobody’s Fool – Auf Dauer unwiderstehlich (Nobody’s Fool)
- 1998: Im Zwielicht (Twilight)
- 2003: Der menschliche Makel (The Human Stain)
- 2007: Zauber der Liebe (Feast of Love)

### Als Drehbuchautor
- 1967: Bonnie und Clyde (Bonnie and Clyde)
- 1970: Zwei dreckige Halunken (There Was a Crooked Man)
- 1972: Is’ was, Doc? (What’s up, Doc?)
- 1978: Superman
- 2005: The Ice Harvest

### Als Produzent
- 1988: Das Haus in der Carroll Street (House on Carroll-Street) – Regie: Peter Yates

## Auszeichnungen (Auswahl)

### Nominierungen

#### Oscar
- Drehbuch:
  - 1994: Nobody’s Fool – Auf Dauer unwiderstehlich
  - 1984: Ein Platz im Herzen
  - 1977: Late Show
  - 1967: Bonnie und Clyde

- Regie:
  - 1984: Ein Platz im Herzen
  - 1979: Kramer gegen Kramer

#### Golden Globe
- Drehbuch:
  - 1985: Ein Platz im Herzen
  - 1968: Bonnie und Clyde
- Regie:
  - 1979: Kramer gegen Kramer

### Auszeichnungen

#### Oscar
- 1984: bestes Drehbuch – Ein Platz im Herzen
- 1979: bestes Drehbuch – Kramer gegen Kramer
- 1979: beste Regie – Kramer gegen Kramer

#### Golden Globe
- 1980: bestes Drehbuch – Kramer gegen Kramer